# Envikens landskommun
Envikens landskommun var en kommun i dåvarande Kopparbergs län (nu Dalarnas län).

## Administrativ historik
Kommunen bildades 1863 i Envikens socken i Dalarna.
År 1971 uppgick kommunen i Falu kommun.

### Kyrklig tillhörighet
I kyrkligt hänseende tillhörde kommunen Envikens församling.

## Kommunvapen
Blasonering: I grönt fält en medelst vågskuror bildad, störtad sparre, och över denna en krona, allt av guld.
Vapnet antogs 1948.

## Geografi
Envikens landskommun omfattade den 1 januari 1952 en areal av 369,60 km², varav 341,70 km² land.

### Tätorter i kommunen 1960
I Envikens kommun fanns tätorten Rönndalen, som hade 435 invånare den 1 november 1960. Tätortsgraden i kommunen var då 20,1 procent.

## Politik

### Mandatfördelning i valen 1938-1966
| 15 | 5 | 3 |

| 23 |

| 12 | 3 | 5 | 2 | 1 |

| 23 |

| 11 | 1 | 8 | 2 | 1 |

| 22 |

| 11 | 7 | 3 | 2 |

| 20 |

| 12 | 5 | 4 | 2 |

| 20 |

| 9 | 8 | 3 | 3 |

| 23 |

| 9 | 7 | 4 | 3 |

| 23 |

| 8 | 9 | 3 | 1 | 2 |

| 22 |